# Tears in the snow
Tears in the snow is het tweede muziekalbum van Runes Order. Toen het album in de originele versie op muziekcassette verscheen in 1988 was de groepsnaam nog Order 1968. De heruitgave op cd-r verscheen in 1999 was de bandnaam allang gewijzigd in Runes Order. Dat kan/kon eenvoudig want Runes Order en Order 1968 bestonden maar uit een man, Claudio Dondo. Het album bevat tegen industrial ambient aanliggende elektronische muziek. De muziek lijkt hier en daar tot stilstand te komen, doch er zit nog beweging in. De muziek is somber en klinkt “hol” net alsof het in een badkuip is opgenomen. De cd-r verscheen in een oplage van 200 stuks bij het platenlabel Oktagön, dat gevestigd was in Andria. Volgens opgave heeft er geen dubbing plaatsgevonden.

## Musici
- Claudio Dondo – synthesizers.

## Muziek
| Nr. | Titel                         | Duur |
| --- | ----------------------------- | ---- |
| 1.  | Introduction                  | 3:49 |
| 2.  | Sturm                         | 4:31 |
| 3.  | A minute in the snow          | 1:22 |
| 4.  | The runes                     | 5:03 |
| 5.  | The white empire              | 5:54 |
| 6.  | The key of pride              | 5:29 |
| 7.  | Watching the new dawn         | 4:22 |
| 8.  | Nocturne                      | 7:14 |
| 9.  | No surrender!!                | 7:41 |
| 10. | A minute in the wind          | 1:06 |
| 11. | Buried blades                 | 7:18 |
| 12. | Le bianche valli del silenzio | 5:11 |
| 13. | Geen titel                    | 2:36 |